# Schnitzler-Editionsprojekte
Die mangelhafte Qualität der Buchausgaben von Arthur Schnitzler (1862–1931) führte nach Ablauf des Copyrights an seinen Texten zu drei getrennt geführten Editionsprojekten an der Universität Wien, der University of Cambridge und der Bergischen Universität Wuppertal, die gemeinsam das Gesamtwerk mit Aufbereitung der handschriftlichen Nachlassmaterialien zur Verfügung stellen wollen.
Weiters läuft am Austrian Centre for Digital Humanities and Cultural Heritage seit 2018 ein Projekt zur Edition von Schnitzlers beruflicher Korrespondenz, das in enger Verzahnung mit dem Tagebuch des Autors digital erscheint.

## Historisch-kritische Ausgabe des Frühwerks (1880–1904)
Die vom österreichischen FWF (Fonds zur Förderung der wissenschaftlichen Forschung) geförderte historisch-kritische Ausgabe unter der Leitung von Konstanze Fliedl unternimmt seit 1. Dezember 2009 eine „exakte Transkription und eine textkritisch einwandfreie und wissenschaftlich adäquat kommentierte Dokumentation der Entstehungs- und Überlieferungsvarianten“. Die Kritik reagierte bislang positiv, bis auf eine Auseinandersetzung, die sich im Feuilleton der Neuen Zürcher Zeitung zwischen Hans-Albrecht Koch und der Herausgeberin abgespielt hat. Seither wurden vom FWF drei Folge-Projekte finanziert: Kritische Edition (Frühwerk) II, Kritische Edition (Frühwerk) III und Kritische Edition (Frühwerk) IV. Im dritten Projekt wurde eine Kooperation mit dem ACDH-CH der ÖAW eingegangen; seit Start des vierten Projekts im Jahr 2021 ist dieses gänzlich dort angesiedelt.

### Erschienen
- Lieutenant Gustl. Historisch-kritische Ausgabe. Hg. von Konstanze Fliedl. Berlin, New York: De Gruyter 2011, ISBN 978-3-11-022757-4.
- Anatol. Historisch-kritische Ausgabe. 2. Bde. Hg. von Evelyne Polt-Heinzl und Isabella Schwentner unter Mitarbeit von Gerhard Hubmann. Berlin, Boston: De Gruyter 2012, ISBN 978-3-11-027343-4.
- Sterben. Historisch-kritische Ausgabe. Hg. von Gerhard Hubmann. Berlin, Boston: De Gruyter 2012, ISBN 978-3-11-029696-9.
- Liebelei. Historisch-kritische Ausgabe. 2. Bde. Hg. von Peter Michael Braunwarth, Gerhard Hubmann und Isabella Schwentner. Berlin, Boston: De Gruyter 2014, ISBN 978-3-11-030204-2.
- Frau Bertha Garlan. Historisch-kritische Ausgabe. Hg. von Gerhard Hubmann und Isabella Schwentner unter Mitarbeit von Anna Lindner und Martin Anton Müller. Berlin, Boston: De Gruyter 2015, ISBN 978-3-11-036643-3.
- Die Frau des Weisen. Historisch-kritische Ausgabe. Hg. von Konstanze Fliedl und Evelyne Polt-Heinzl unter Mitarbeit von Anna Lindner, Martin Anton Müller und Isabella Schwentner. Berlin, Boston: De Gruyter 2016, ISBN 978-3-11-045046-0.
- Die Toten schweigen. Historisch-kritische Ausgabe. Hg. von Martin Anton Müller unter Mitarbeit von Ingo Börner, Anna Lindner und Isabella Schwentner. Berlin, Boston: De Gruyter 2016, ISBN 978-3-11-047614-9.
- Ein Abschied. Historisch-kritische Ausgabe. Hg. von Anna Lindner unter Mitarbeit von Gerhard Hubmann, Marina Rauchenbacher und Isabella Schwentner. Berlin, Boston: De Gruyter 2016, ISBN 978-3-11-048544-8.
- Der Ehrentag. Historisch-kritische Ausgabe. Hg. von Konstanze Fliedl und Evelyne Polt-Heinzl. Berlin, Boston: De Gruyter 2017, ISBN 978-3-11-053691-1.
- Blumen. Historisch-kritische Ausgabe. Hg. von Isabella Schwentner. Berlin, Boston: De Gruyter 2018, ISBN 978-3-11-056087-9. Open-Access-Zugriff
- Reigen. Historisch-kritische Ausgabe. 2. Bde. Hg. von Marina Rauchenbacher und Konstanze Fliedl unter Mitarbeit von Ingo Börner, Teresa Klestorfer und Isa Schwentner. Berlin, Boston: De Gruyter 2019, ISBN 978-3-11-065590-2. Open-Access-Zugriff: Band 1 Band 2
- Der grüne Kakadu. Historisch-kritische Ausgabe. Hg. von Anna Lindner Berlin, Boston: De Gruyter 2020,  ISBN 978-3-11-067626-6. Open-Access-Zugriff
- Paracelsus. Historisch-kritische Ausgabe. Hg. von Isabella Schwentner und Konstanze Fliedl unter Mitarbeit von Ingo Börner, Teresa Klestorfer, Anna Lindner und Marina Rauchenbacher. Berlin, Boston: De Gruyter 2021, ISBN 978-3-11-071104-2. Open-Access-Zugriff

### In Vorbereitung
- Die Gefährtin[9]
- Der einsame Weg

## Digital Critical Edition of Middle-Period Works (1905–1913)
Unter der Leitung des Germanisten Andrew Webber und mit Mitbetreuung von Judith Beniston (UCL) und Robert Vilain (Bristol) läuft seit 2013 ein vom britischen AHCR – Arts & Humanities Research Council gefördertes Projekt zur digitalen Aufbereitung der mittleren Schaffensperiode. Bisher sind die „Marionetten“ erschienen.
- Marionetten. Hg. v. Annja Neumann mit Gregor Babelotzky, Judith Beniston, Kaltërina Latifi, Robert Vilain, Andrew Webber. Cambridge 2018.

## Digitale Historisch-kritische Edition des Spätwerks (1914–1931)
Das mit 4,9 Millionen Euro und für achtzehn Jahre von der Nordrhein-Westfälischen Akademie der Wissenschaften und der Künste geförderte Projekt von Wolfgang Lukas und Michael Scheffel führt "die physikalisch getrennten Archivbestände" zu Schnitzlers Spätwerk "erstmals virtuell zusammen" und stellt diese online im Rahmen einer einzelwerkbasierten digitalen historisch-kritischen Edition, die in Kooperation mit dem Trier Center for Digital Humanities erarbeitet wird, zur Verfügung. Als erstes Werk wurde am 7. August 2018 Schnitzlers Monolog-Novelle Fräulein Else in einer Beta-Version publiziert.

### Erschienen
- Fräulein Else. Hg. v. Christian Belz, Kristina Fink, Vivien Friedrich, Wolfgang Lukas, Kathrin Nühlen, Michael Scheffel, Giulia Speciale, Jonas Wolf. Wuppertal 2018ff.
- Doktor Gräsler, Badearzt. Hg. v. Christian Belz, Kristina Fink, Wolfgang Lukas, Dana Machwitz, Kathrin Nühlen, Michael Scheffel, Giulia Speciale, Jonas Wolf. Wuppertal 2019ff.
- Komödie der Verführung. Hg. v. Christian Belz, Kristina Fink, Wolfgang Lukas, Dana Machwitz, Kathrin Nühlen, Michael Scheffel, Giulia Speciale, Jonas Wolf. Wuppertal 2020ff.

### In Vorbereitung
- Flucht in die Finsternis
- Die Frau des Richters
- Traumnovelle
- Spiel im Morgengrauen
- Im Spiel der Sommerlüfte
- Komödie der Worte
- Fink und Fliederbusch
- Die Schwestern oder Casanova in Spa
- Casanovas Heimfahrt
- Der Gang zum Weiher
- Therese. Chronik eines Frauenlebens

- Werke aus dem Nachlass (keine Fragmente)
  - Der letzte Brief eines Literaten
  - Der Sekundant
  - Ich

## Digitales Tagebuch und digitale Korrespondenz
Seit 2019 ist das Tagebuch von Schnitzler in einer digitalen Fassung online zugänglich und wird auch weiter gepflegt. Die digitale Edition entstand am Austrian Centre for Digital Humanities and Cultural Heritage und damit einem Nachfolgeinstitut jener „Kommission für literarische Gebrauchsformen“, die zwischen 1980 und 2000 die gedruckte Ausgabe in 10 Bänden edierte. Parallel dazu werden am ACDH-CH seit 2018 von Martin Anton Müller, Gerd-Hermann Susen und Laura Untner Briefwechsel Schnitzlers mit Autorinnen und Autoren ediert. Gefördert wird das Projekt bereits zum zweiten Mal vom FWF – Österreichischer Wissenschaftsfonds. Derzeit (2024) sind 45 vollständige Korrespondenzen digital abrufbar, einschließlich ihres Quellcodes. Mit der Datenbank Personen der Moderne Basis (PMB) steht auch eine Quelle mit Entitäten rund um Schnitzler und Wien um 1900 frei zur Verfügung. Mehrere Nebenauskoppelungen bieten weitere biografische Quelldaten zu Schnitzler, darunter die autobiografischen Aufzeichnungen Arthur Schnitzler und ich von Clara Katharina Pollaczek, ein Verzeichnis von Schnitzlers Aufenthaltsorten, seinen Lektüren und der Austausch mit Hermann Bahr.